# 荒磯岩右エ門
荒磯岩右エ門（あらいそ いわえもん、生没年不詳）は、奥州出身の元江戸相撲力士。最高位は前頭4枚目。

## 経歴
江戸相撲の宝暦13年4月場所で前頭4枚目で初土俵を踏むが、6戦全敗に終わる。翌宝暦13年10月場所は幕下2枚目に落とされたが、そこでも1勝5敗に終わり、同場所限りで引退した。現役はこの2場所のみで、詳しい経歴は不明である。